# The Prizefighter and the Lady
 The Prizefighter and the Lady és una pel·lícula de la MGM de 1933, dirigida per W.S. Van Dyke, amb Myrna Loy i Jack Dempsey, l'excampió del món de boxa.

## Argument
Va ser el debut al cinema pels boxejadors professionals Baer i Carnera. Carnera era el campió mundial de boxa de pesos pesants en l'estrena de la pel·lícula, mentre Baer li prendria el títol l'any següent.
premis
Dirigida per W.S. Van Dyke i Howard Hawks, va ser adaptada a la pantalla per John Lee Mahin i John Meehan, des de la història de Frances Marion. Marion va rebre una nominació a l'Oscar al millor guió original.

## Repartiment
- Myrna Loy: Belle
- Max Baer: Steve
- Primo Carnera: Carnera
- Jack Dempsey: Promotor
- Walter Huston: el Professor
- Otto Kruger: Willie Ryan
- Vince Barnett: Bugsie
- Robert McWade: el fill adoptiu
- Muriel Evans: Linda
- Jean Howard: Show-Girl
- Arthur Hoyt
- Frank Moran
- Dennis O'Keefe
- Jack Pennick

## Premis i nominacions

### Nominacions
- 1934. Oscar al millor guió original per Frances Marion